# وین استاتیک
وین ریچارد ولز (به انگلیسی: Wayne Richard Wells) با نام مستعار وین استاتیک (زاده ۴ نوامبر ۱۹۶۵ (۱۳ آبان ۱۳۴۴) در ماسکگون، میشیگان - درگذشته ۱ نوامبر ۲۰۱۴) یک موسیقیدان آمریکایی بود. او ترانه‌سرای اصلی، گیتارنواز و یکی از بنیانگذاران گروه اینداستریال متال استاتیک ایکس بود.